# Fajalobie (platenlabel)
Fajalobie is een voormalig niche-label van platenmaatschappij Dureco voor Surinaamse muziek.

## Geschiedenis
Het label ontstond in de jaren zeventig en bracht platen uit van onder meer Sonora Paramarera, The Happy Boys (voormalige begeleidingsband van Lieve Hugo) en Max Nijman (begeleid door bijna alle Happy Boys als de Stan Lokhin Band). Met het aanbreken van de jaren tachtig verdween de naam Fajalobie; voor Surinaamse bands waren er inmiddels onafhankelijke labels opgericht, en er werden geen elpees meer uitgebracht maar maxisingles. 